# Пургольд, Владимир Фёдорович
Владимир Фёдорович Пургольд (1818—1895) — российский государственный деятель, действительный тайный советник (1891).

## Биография
В службе и классном чине с 1833 года. В 1856 году произведён в коллежские советники, начальник отделения Департамента Государственного казначейства Министерства финансов Российской империи.
В 1860 году произведён в статские советники. В 1863 году произведён в действительные статские советники, член Совета Департамента уделов Министерства императорского двора. В 1869 году произведён в тайные советники. В 1891 году произведён в действительные тайные советники, помощник управляющего Департамента уделов князя Л. Д. Вяземского. Был награждён всеми российскими орденами вплоть до ордена Александра Невского пожалованного ему 15 мая 1883 года.
Умер 16 марта 1896 года в Санкт-Петербурге, был похоронен в Воскресенском Новодевичьем монастыре; могила утрачена.

## Семья
Братья, племянники:
- Д. Ф. Пургольд — тайный советник
- Н. Ф. Пургольд — действительный статский советник
  - Софья Николаевна (по мужу Ахшарумова)[8]
  - Александра (1844—1929) — русская певица (меццо-сопрано) и вокальный педагог; жена тайного советника Н. П. Моласа
  - Надежда (1848—1919) — русская пианистка, музыковед, композитор; жена композитора Николая Андреевича Римского-Корсакова.
  - Александр — тайный советник
    - Фёдор — действительный статский советник
    - Александр — действительный статский советник